# Sinestro
Thaal Sinestro è un personaggio dei fumetti creato da John Broome e Gil Kane, pubblicato dalla DC Comics. È apparso per la prima volta in Green Lantern n. 7 nell'agosto del 1961, diventando l'arcinemico di Hal Jordan (la più famosa Lanterna Verde) e dell'intero Corpo delle Lanterne Verdi. Nel corso della gestione di Geoff Johns, il personaggio ha subito una significativa evoluzione, passando da villain a tutto tondo ad antieroe complesso e sfaccettato. Sinestro si è qualificato quindicesimo nella lista dei "100 più grandi cattivi dei fumetti di tutti i tempi" secondo IGN.

## Biografia del personaggio
Sinestro nacque sul lontano pianeta Korugar nel settore 1417. Fu la più grande tra tutte le Lanterne Verdi, ma ora è ritenuto il loro più grande nemico. Dopo essere stato addestrato da Abin Sur, l'ex Lanterna Verde del settore 1417 riuscì a liberare il suo pianeta natale da tutte le forme di oppressione e poi perseguì lo stesso obiettivo su tutti gli altri pianeti del suo settore.
Ritenuto un ottimo esempio di come dovrebbe comportarsi un membro del corpo, i Guardiani di Oa lo incaricarono di addestrare tutte le lanterne verdi matricole, e fu così che conobbe Hal Jordan.
Jordan infatti, dopo un iniziale addestramento ricevuto da Kilowog, venne affidato alle cure di Sinestro; i due col tempo svilupparono un forte legame d'amicizia.
Terminato l'addestramento, Hal divenne la lanterna del settore 2814 (settore in cui è inclusa la Terra) e Sinestro tornò su Korugar. Qui avvenne quanto nessuno dei guardiani poteva prevedere: Sinestro infatti si fece corrompere dal potere che davano l'anello e l'uniforme da lanterna verde, e ben presto, da eroe amato divenne prima temuto ed infine disprezzato.
Sinestro si autoproclamò governatore di Korugar, e cominciò a trascurare le sue responsabilità da lanterna, e la cosa non piacque ai Guardiani, che lo esiliarono nell'universo anti-materia di Qward. Sinestro si senti umiliato per questo, e giurò vendetta contro i guardiani e contro l'intero corpo delle Lanterne Verdi.
La personalità carismatica di Sinestro presto fece presa sui Qwardiani, uniti dall'odio verso i Guardiani di Oa, e si allearono con lui. Lo fornirono di un anello del potere del tutto simile a quello delle lanterne, ma a differenza di queste, utilizzava un'energia gialla, l'unica debolezza degli anelli creati dai Guardiani.
Tornato nel suo universo, Sinestro divenne un nemico giurato di Oa e questo lo portò a diventare la nemesi di Hal Jordan.
Si combatterono per anni, fino a quando Sinestro venne sconfitto e imprigionato all'interno della batteria principale, versione più grande della lanterna da cui ogni membro del corpo trae i propri poteri.
Rinchiuso lì dentro per anni, fu liberato per fermare Hal Jordan che, dopo la distruzione di Coast City, divenne folle e massacrò l'intero corpo delle Lanterne Verdi e si accingeva a distruggere Oa.
Nemmeno Sinestro poté nulla contro la furia di Hal, che lo uccise ed entrò all'interno della batteria principale, assorbendone il potere e divenendo il potentissimo Parallax.
Anni dopo la Lanterna Verde Kyle Rayner scoprì che Sinestro non era morto: durante il duello con Jordan, a "morire" fu un costrutto di Parallax, un potentissimo parassita alieno che si nutre di paura, incontrato all'interno della batteria principale durante la sua prigionia.
Fu proprio lui a far sì che il parassita alieno s'impossessasse di Hal e che lo conducesse alla follia, realizzando quello che Sinestro aveva sempre desiderato: la distruzione di Oa e rendere anche il suo ex-allievo un rinnegato, esattamente come lui.

### La guerra del Sinestro Corps
Con il ritorno di Hal Jordan tra i vivi e la ricostituzione del Corpo delle Lanterne Verdi, Sinestro ha deciso di fondare il Sinestro Corps, offrendo anelli del potere gialli ai più temuti e feroci guerrieri dell'universo.
La dimensione e la portata di questa nuova organizzazione si è rivelata la più grande minaccia per il Corpo delle Lanterne Verdi. Tra gli alleati di Sinestro vi sono Parallax ed il resuscitato Anti-Monitor. Il Sinestro Corps lancia un assalto verso il Corpo delle Lanterne Verdi e verso l'universo in generale. Durante l'assalto su Oa, i Sinestro Corps sono responsabili di atti gravi, come la liberazione di Superman-Prime e del Cyborg Superman dalle loro prigioni.
Kyle Rayner viene catturato e portato su Qward, dove Sinestro progettò di separarlo dal simbionte Ion permettendo a Parallax di possederlo. Hal Jordan, John Stewart, e Guy Gardner tornarono sulla Terra per avvertire la Justice League of America del ritorno di Anti-Monitor.
Sinestro infine venne sconfitto dagli sforzi uniti di Hal Jordan e Kyle Rayner.

### La Rabbia delle Lanterne Rosse
Al termine della guerra con le Lanterne Verdi, Sinestro venne catturato e condannato a morte dai Guardiani dell'Universo. Durante il trasporto su Korugar, il suo vecchio nemico Atrocitus e le rabbiose Lanterne Rosse lo hanno rapito e portato su Ysmault per torturarlo per i suoi peccati passati.
In suo soccorso sono accorsi i suoi uomini, le Lanterne Blu e un riluttante Hal Jordan, obbligato dai Guardiani a soccorrere il suo odiato nemico. Giunto su Ysmault, Jordan troverà Sinestro crocifisso e sarà vittima di un agguato delle Lanterne Rosse, nonostante il korugariano cerchi di avvisarlo; quando il fato dei due sembra ormai segnato, a salvarne le sorti intervengono prima i soldati del Sinestro Corps, quindi le due Lanterne Blu, scatenando una furiosa battaglia che si conclude con la fuga di Sinestro, assieme ai suoi soldati, e di Hal Jordan. Sinestro, separatosi dai suoi uomini, si reca prima ad Ungara, pianeta natio di Abin Sur, quindi, dopo aver ordinato ai suoi soldati di attaccare Zamaron, per liberare i loro accoliti tenuti prigionieri, fa ritorno a Korugar, per render visita a Soranik Natu, nuova Lanterna Verde del settore 1417 e portatrice del suo vecchio anello; nel corso dell'incontro, Sinestro rivelerà alla riluttante ragazza di essere suo padre, spiegandole i motivi del suo abbandono e la metterà in guardia dalla minaccia delle Lanterne Rosse, che non esiteranno ad attentare alla sua vita per colpirlo. Separatosi dalla figlia, il korugariano raggiunge le sue truppe su Zamaron.

### La Notte Più Profonda
Appena arrivato su Zamaron, Sinestro prende immediatamente parte alla battaglia in corso tra i membri del suo corpo e gli Zaffiri stellari, scontrandosi con Carol Ferris, che nel frattempo ha riassunto il suo ruolo nell'esercito delle Zamaron; nel corso della lotta, la donna lo rinchiude in un cristallo zaffiro: qui assistiamo ad un flashback del passato del korugariano, in cui vengono mostrati alcuni attimi del suo amore per Arin Sur, sorella di Abin, dal primo incontro alla morte della donna. Sinestro riesce a liberarsi dal cristallo, ma la battaglia con Carol viene interrotta da un gruppo di Lanterne Nere, guidate da Amon Sur, figlio di Abin; i due corpi devono unire le forze per affrontarle e a dar loro manforte arrivano Hal Jordan e le due Lanterne Indaco Indigo-1 e Munk. Il potere combinato dei quattro e dei due Corpi, riesce in parte a sbaragliare il nemico. Indigo-1, tuttavia, ha altri piani per Sinestro: grazie al suo potere, trasporterà lui, Carol e Jordan su Korugar, dove Sinestro affronterà Mongul, che ne ha usurpato la leadership alla guida del Sinestro Corps; lo scontro tra i due è durissimo, Mongul sembra inizialmente prevalere, ma Sinestro, sfruttando la debolezza dell'anello giallo (che lui e lui solo può disattivare) avrà la meglio sul rivale, mutilandolo del braccio e rinchiudendolo nella Batteria del Potere Gialla, rivendicando così tanto il suo ruolo di capo carismatico delle Lanterne Gialle quanto, soprattutto, quello di difensore di Korugar. La battaglia, tuttavia, non è ancora conclusa: il nemico che si para di fronte a Jordan e Sinestro è addirittura Abin Sur risorto, assieme alla sorella Arin, come Lanterna Nera; Jordan affronterà il suo predecessore, mentre a Sinestro toccherà confrontarsi con l'unica donna che abbia mai amato; nei bassifondi di Korugar, Sinestro riesce a prevalere, ma al momento di finirla esita; le due Lanterne Nere verranno distrutte solo con l'arrivo di Hal Jordan, Carol Ferris ed Indigo-1, combinando i loro poteri. Unire le forze dei Sette Corpi sembra essere la sola soluzione per sconfiggere le Lanterne Nere; sancita la tregua con le Lanterne Verdi, Sinestro, pur riluttante, affiderà ad Hal Jordan il ruolo di leader della coalizione. Riuniti tutti i leader dei Sette Corpi, il gruppo si dirige su Ryut, pianeta natale di Atrocitus, per distruggere la Batteria del Potere Nera, nel frattempo però spostatasi sulla Terra. Sarà Coast City il teatro dello scontro decisivo: Sinestro si batterà in prima linea, a fianco dei leader dei Corpi, ma neppure tutti i loro poteri sembrano essere in grado di fermare Nekron, personificazione della Morte a capo del Corpo delle Lanterne Nere; questi, richiamata dalle profondità della Terra l'Entità Bianca (vero avatar della vita), cerca di ucciderla, allo scopo di estinguere completamente la vita nell'intero Universo. Sinestro si unirà a lei, divenendo una Lanterna Bianca, ed affrontando faccia a faccia Nekron, proclamandosi il vero Guardiano dell'Universo; dopo esser stato apparentemente ucciso, il korugariano tornerà in vita e stavolta sarà lui ad avere la meglio sul rivale, che tuttavia non può morire fintanto che Mano Nera, araldo del Nero, rimane un morto vivente sotto il suo indiretto controllo; Nekron separa Sinestro dall'Entità, sulla quale nessuno può assumere il controllo totale, ma, riportato alla vita Mano Nera, verrà successivamente battuto ed annientato da quegli eroi tornati dalla morte (Superman, Wonder Woman, Hal Jordan, Flash, Superboy, Bart Allen, Ice, Green Arrow, Donna Troy e Ray). Al termine della battaglia, Sinestro si accorderà con gli altri leader per una tregua intergalattica.

### Nel Giorno Più Splendente
Mentre il suo esercito, conclusa la guerra con le Lanterne Nere, fa ritorno su Korugar, Sinestro resta sulla Terra, in cerca della nuova manifestazione dell'Entità della Vita, trovandola a Silver City: una Batteria del Potere Bianca; dopodiché, il korugariano va in cerca di Hal Jordan e Carol Ferris, conducendoli presso la sua scoperta. Mentre provano, invano, a sollevare la Lanterna, questa sembra quasi animarsi e, dopo aver chiesto ai tre di "Aiutarla a Vivere" affida loro la missione di trovare le Sette Entità dello Spettro Emozionale: Ion (avatar della Volontà), Parallax (avatar della Paura), Ofide (avatar dell'Avarizia), Massacratore (avatar della Rabbia), Proselito (avatar della Compassione), Adara (avatar della Speranza) ed il Predatore (avatar dell'Amore); quindi trasporta i tre a New York, dove, nel frattempo, è giunto Atrocitus, anch'egli in caccia delle Entità. Dopo una breve scaramuccia, i quattro sono costretti ad unire le forze contro Lobo, giunto a reclamare la testa di Atrocitus; lo czarniano mette i quattro in grossa difficoltà, ma alla fine viene sconfitto. Accordatisi per cooperare allo scopo di ritrovare le Entità, il gruppo si separa: Sinestro andrà con Atrocitus in caccia del Massacratore, assistendo indifferente al massacro ai danni di alcuni galeotti di un penitenziario operata dalla Lanterna Rossa; il sodalizio tra i due sarà comunque di breve durata: Sinestro, richiamato da Kyle Rayner, abbandonerà la ricerca per correre in aiuto della figlia Soranik Natu, rapita dall'Armiere di Qward, colui che aveva forgiato il primo Anello Giallo. Sinestro arriverà nel mezzo di un feroce scontro tra alcuni qwardiani, i membri del suo Corpo ed un gruppo di Lanterne Verdi, ed affronterà personalmente l'Armiere, in uno scontro sostanzialmente ad armi pari, al termine del quale convincerà il suo avversario ad unirsi al Sinestro Corps. Liberata Soranik, Sinestro si riunirà agli altri sei leader, nel frattempo duramente sconfitti dal Guardiano Rinnegato Krona, riuscito anche ad impossessarsi delle Sette Entità. Loro tappa sarà ancora Ryut, nel settore 666, dove, seguendo le tracce lasciate da Parallax, giungono in una sorta di santuario in cui è custodito quello che Sinestro riconosce come il Libro del Nero, contenente i capitoli segreti strappati dal Libro di OA dai Guardiani.

### La Guerra delle Lanterne Verdi
Il Libro del Nero improvvisamente si spalanca, rivelandosi il nascondiglio di Lyssa Drak, che immediatamente attacca i sette, rivelandosi immune ad ogni loro tentativo di difesa, ed assorbendoli all'interno del Libro. Vista la situazione precipitare, Sinestro affida tutto al suo ex allievo Hal Jordan, scaricando su di lui l'intero potere dell'anello giallo e riuscendo così a liberarlo. Rinchiuso nel Libro, Sinestro rivede sé stesso come Lanterna Verde affrontare un Manhunters, contro il quale si trova ben presto a mal partito, vista la capacità dell'androide di assorbire i suoi costrutti; riluttante, chiede aiuto ad Abin Sur per poi rendersi conto, mentre una lacrima gli solca il viso, che il suo amico e mentore è morto e lui stesso non è più una Lanterna Verde. Riavutosi dalla visione e riappropriatosi della sua coscienza, il korugariano si mette in caccia di Lyssa Drak tra le pagine del Libro, fino a giungere ad una cella oscura in cui viene attaccato da Indigo-1, rinchiusa lì da Abin Sur e priva dell'anello, la cui personalità aggressiva e selvaggia sembra essere estremamente lontana da quella della compassata Lanterna Indaco che conosce; liberatosi della donna e ripropostosi di appurare quale sia il suo legame con Abin, Sinestro sembra essere ad un passo dalla fuga, ma viene bloccato e ricacciato indietro da Krona. A liberare lui e gli altri cinque leader dei Corpi sarà Kyle Rayner, che ne disegnerà la fuga su una delle pagine bianche del Libro mentre attorno infuria la battaglia tra Krona, Parallax ed i Guardiani posseduti dalle Entità opposti all'intero Corpo delle Lanterne Verdi. Né Sinestro né gli altri riusciranno tuttavia a riappropriarsi dei propri anelli (persi nel venire assorbiti dal Libro), tutti indossati da Krona, il cui potere è a questo punto incommensurabile; sotto gli occhi del suo vecchio mentore, Jordan affronta impavidamente Krona, dichiarando di combattere non per i Guardiani ma per gli ideali che il Corpo incarna e professando apertamente la sua sfiducia nei loro confronti. Colpito dal discorso di Jordan e pur privo del suo anello, Sinestro si getta contro Krona, dicendogli che tanto lui quanto il suo ex-allievo sacrificherebbero volentieri la loro stessa vita per il Corpo. Il loro avversario, tuttavia, ha facilmente la meglio su entrambi; mentre Krona sta per dar loro il colpo di grazia, un anello verde si aggancia al dito di Sinestro, riportandolo tra le Lanterne Verdi e, soprattutto, liberando sia lui che Jordan; sarà proprio quest'ultimo ad uccidere l'ex-Guardiano. Quest'atto, tuttavia, sarà tutt'altro che apprezzato: nonostante le vibrate proteste di Ganthet, i sei Guardiani rimasti condanneranno duramente l'omicidio di Krona, togliendo l'anello a Jordan ed espellendolo dal Corpo, sotto lo sguardo attonito di Sinestro e delle altre Lanterne terrestri.

## New 52
Nonostante i cambiamenti apportati alla linea temporale da Barry Allen come conseguenza di Flashpoint, la storia di Sinestro e delle Lanterne Verdi rimane fondamentalmente inalterata.

### Alleanza con Hal Jordan e la Prima Lanterna
Tornato una Lanterna Verde, Sinestro si reca su Korugar, scoprendo che il Sinestro Corps lo ha schiavizzato; decide così di servirsi di Hal Jordan per liberarlo, creando per lui un anello verde del potere. La loro missione ha successo: i due riescono a distruggere la batteria centrale degli anelli gialli ed a inibire le attività del Corpo. Terminata questa missione, Sinestro riporta Jordan sulla Terra, ma è costretto a richiamarlo quando scopre che i Guardiani hanno deciso di creare un nuovo corpo di guardia dell'Universo, chiamato Terzo Esercito. Prima di poter investigare, però, il korugariano è catturato e schiavizzato dalla Tribù Indigo, ma viene nuovamente liberato da Hal Jordan.
I due riescono poi a trovare il Libro del Nero, ma esso li conduce inavvertitamente da Mano Nera, frattempo liberatosi dall'ipnosi degli Indaco. L'intervento dei Guardiani dell'Universo permette al criminale di uccidere entrambi, bandendoli nella Zona Morta.
Qui i due incontrano Tomar-Re, che li informa di cosa sta succedendo nell'Universo. Il successivo intervento della nuova Lanterna Verde Simon Baz permette al korugariano di tornare nel mondo dei vivi e di affrontare la Prima Lanterna, che però, nonostante fosse tornato in possesso di un anello, lo sconfigge facilmente
e fa esplodere Korugar. Sinestro viene raggiunto da Kyle Rayner, che è riuscito a dominare tutto lo spettro emozionale ed è diventato una Lanterna Bianca: Thaal riesce a rubargli l'anello e ad indossarlo ma viene successivamente respinto. Lasciato solo, trova una Lanterna Gialla e decide di tornare ad usare il vecchi anello del potere. Si dirige dunque su Oa per vendicarsi di Volthoom.
Qui, mentre Hal Jordan risorge come la più grande Lanterna Nera di sempre, Sinestro riesce a richiamare la batteria centrale del potere dei Sinestro Corps e si fonde a Parallax, riuscendo persino a dominarlo. Combatte la Prima Lanterna, che viene infine uccisa dalle forze combinate di Jordan e di un rinato Nekron. Sinestro riattiva il suo Corpo ed uccide tutti i Guardiani dell'Universo (tranne Ganthet, che si ricongiunge a Sayd presso il covo di Larfleeze), prima di ritirarsi nello spazio profondo.

### Forever Evil e Lyssa Drak
Durante Forever Evil, Sinestro viene attirato sulla Terra da Batman quando questi indossa un anello del Sinestro Corps durante lo scontro con Power Ring; il korugariano affronta ed uccide facilmente il doppio malvagio di Hal Jordan. Successivamente, si allea a Lex Luthor per combattere il Sindacato del Crimine. Al termine dell'evento, Sinestro si separa da Parallax.
Sinestro viene rintracciato più tardi da Lyssa Drak, la sua più grande seguace, su un pianeta disabitato; la donna lo invita a tornare a guidare il Corps, convincendolo dopo avergli rivelato di aver trovato dei korugariani vivi.

## Poteri e abilità
Sinestro utilizza un anello del potere di colore giallo che ha poteri analoghi a quello di un anello di una Lanterna Verde (creazione di costrutti, volo nello spazio, ecc.) ma alimentato dalla paura generata nei nemici e non dalla forza di volontà; inoltre è un eccellente tattico e un combattente molto esperto, privo di paura e dotato di una grande forza di volontà, qualità che lo resero in passato un eccellente membro del Corpo.

## Altri media

### Cinema

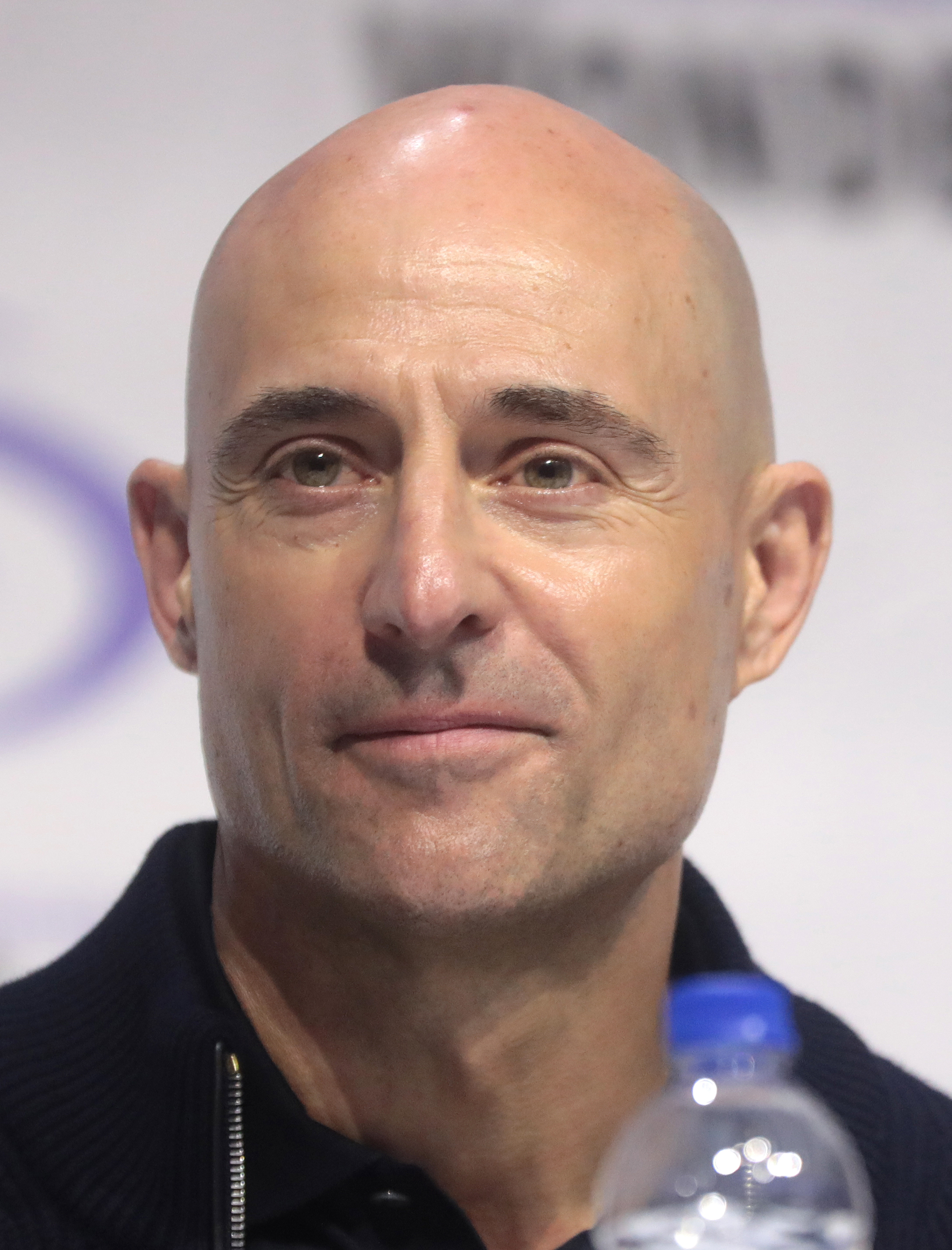
Mark Strong, interprete di Sinestro nel film Lanterna Verde (2011)

Sinestro appare nel film Lanterna Verde del 2011 (con il volto dell'attore Mark Strong) come uno dei più potenti membri del Corpo delle Lanterne; ex allievo di Abin Sur, sarà il secondo addestratore di Hal Jordan, di cui non ha una grande opinione; condotto un gruppo di Lanterne contro Parallax, verrà sconfitto e chiederà ai Guardiani di Oa di creare un anello col potere della Paura, ma Hal Jordan otterrà di poter affrontare Parallax per primo. Quando la recluta sta per finire nel sole, dopo aver battuto il nemico, Sinestro lo afferra affermando che Abin Sur ha scelto un successore tale e quale a lui. In una sequenza finale si vede Sinestro indossare l'anello giallo: la sua tuta diventa gialla, come anche i suoi occhi. Questo espediente lasciava aperta la possibilità di un sequel, che non fu prodotto, visto l'insuccesso del film.

#### Film d'animazione

Sinestro con il costume giallo nel film d'animazione Lanterna Verde - Prima missione (2009)

- Sinestro appare come antagonista principale nel film animato Lanterna Verde - Prima missione, doppiato da Victor Garber.
- Sinestro appare come uno dei protagonisti del film animato Lanterna Verde - I cavalieri di smeraldo.
- Il personaggio appare anche nel film d'animazione Lego DC Comics Super Heroes: Justice League – Attack of the Legion of Doom.
- Sinestro appare in cameo nel film d'animazione Teen Titans Go! - Il film.
- Sinestro appare nuovamente come antagonista secondario nel film d'animazione Lanterna Verde - Attenti al mio potere.

### Televisione
- Sinestro appare nelle serie animate del DC Animated Universe Superman, Static Shock, Justice League e Justice League Unlimited.
- Sinestro appare nell'episodio "Super papero terrestre" della serie animata Duck Dodgers.
- Il personaggio appare anche nella serie animata The Batman.
- Il personaggio appare nella serie animata Batman: The Brave and the Bold.
- Sinestro è apparso anche nell'episodio "Il prigioniero di Sinestro" della serie animata Lanterna Verde.
- Sinestro appare nella serie animata Justice League Action.
- Sinestro appare anche nella serie animata DC Super Hero Girls.

### Videogiochi
- Sinestro è un personaggio giocabile nel picchiaduro Injustice: Gods Among Us.
- Sinestro è un personaggio giocabile nella modalità leggende pvp nel gioco DC Universe Online.